# Clint Dempsey
Clinton ("Clint") Drew Dempsey (Nacogdoches, 9 maart 1983) is een Amerikaans voormalig voetballer die als middenvelder en als aanvaller uit de voeten kon. Hij was van 2004 tot en met 2018 actief voor New England, Fulham, Tottenham Hotspur en Seattle Sounders. Dempsey was van 2004 tot en met 2017 international in het Amerikaans voetbalelftal, waarvoor hij 141 interlands speelde en 57 keer scoorde.

## Clubcarrière

### New England Revolution
In 2004 maakte Dempsey zijn debuut in het Amerikaanse betaald voetbal, nadat hij een paar jaar was uitgekomen voor een universiteitsploeg. Hij voetbalde in totaal drie seizoenen voor New England Revolution uit Foxborough (Massachusetts). In zijn periode bij New England maakte hij 25 doelpunten in 71 wedstrijden. In januari 2007 maakte hij voor 4 miljoen euro de overstap naar Fulham FC.

### Fulham FC
Op 20 januari 2007 maakte Dempsey zijn officiële debuut voor de Fulham FC in de wedstrijd tegen Tottenham Hotspur. Hij speelde dat jaar weinig wedstrijden in de hoofdmacht, maar op 5 mei maakte hij zijn eerste doelpunt voor de Londense club als invaller in de wedstrijd tegen Liverpool. In het seizoen daarop werd hij clubtopscorer voor Fulham in competitie met 6 doelpunten en in mei van 2008 werd zijn contract verlengd tot 2010.
Het seizoen 2008-2009 was voor Dempsey even succesvol als het seizoen daarvoor en hij was belangrijk in enkele topwedstrijden van zijn club waar hij zijn aandeel had met enkele goals. Het jaar daarop werd een topseizoen voor zowel Dempsey als voor Fulham. Hij had een belangrijk aandeel in het seizoen waarin Fulham in de finale van de Europa League verslagen werd door Atlético Madrid. Hij zette in die wedstrijd een primeur om als eerste Amerikaanse voetballer in een grote Europese finale te spelen. Hij verving in de 55ste minuut Bobby Zamora.

### Tottenham Hotspur FC
Op 31 augustus 2012, enkele uren voor het einde van de transferperiode, maakte Dempsey de overstap van Fulham naar Tottenham Hotspur. Hij maakte zijn debuut voor de Spurs op 16 september 2012 in de competitiewedstrijd tegen Reading (1-3), toen hij na 78 minuten inviel voor Gareth Bale.

### Seattle Sounders FC
Op 3 augustus 2013 tekende Dempsey een contract bij de Seattle Sounders FC, spelende in de Major League Soccer in de Verenigde Staten. Met deze transfer was een som van 9 miljoen dollar gemoeid. Op 10 augustus 2013 maakte hij zijn MLS-debuut tegen Toronto FC. Hij kwam in de 34ste minuut het veld in als invaller voor Obafemi Martins. Op 27 oktober 2013 maakte hij tegen Los Angeles Galaxy zijn eerste doelpunt voor Seattle. Op 6 juni 2015 kwam Dempsey negatief in het nieuws te staan. Tijdens een wedstrijd in de U.S. Open Cup tegen Portland Timbers verscheurde Dempsey het notitieboekje van de scheidsrechter, nadat ploegmaat Michael Azira een rode kaart had gekregen. Dempsey ontving voor deze actie ook een rode kaart. Hij werd voor drie competitiewedstrijden geschorst en kreeg daarnaast een twee jaar lange schorsing wat betreft U.S. Open Cup wedstrijden. Ook verloor hij wegens deze actie de aanvoerdersband bij het nationale team.

### Terugkeer bij Fulham FC
Op 24 december 2013 tekende Dempsey een contract dat hem voor twee maanden op huurbasis verbond aan het Engelse Fulham. Op 4 januari 2014 maakte hij tegen Norwich City zijn debuut in de derde ronde van de FA Cup. Vervolgens speelde hij op 11 januari zijn eerste competitiewedstrijd tegen Sunderland. Op 7 maart 2014 keerde hij terug bij de Seattle Sounders.

## Clubstatistieken
| Seizoen | Club                   | Competitie          | Duels | Goals |
| ------- | ---------------------- | ------------------- | ----- | ----- |
| 2004    | New England Revolution | Major League Soccer | 24    | 7     |
| 2005    | New England Revolution | Major League Soccer | 26    | 10    |
| 2006    | New England Revolution | Major League Soccer | 21    | 8     |
| 2006/07 | Fulham                 | Premier League      | 9     | 1     |
| 2007/08 | Fulham                 | Premier League      | 36    | 6     |
| 2008/09 | Fulham                 | Premier League      | 35    | 7     |
| 2009/10 | Fulham                 | Premier League      | 29    | 7     |
| 2010/11 | Fulham                 | Premier League      | 37    | 12    |
| 2011/12 | Fulham                 | Premier League      | 37    | 17    |
| 2012/13 | Tottenham Hotspur      | Premier League      | 29    | 7     |
| 2013    | Seattle Sounders       | Major League Soccer | 12    | 1     |
| 2013/14 | → Fulham               | Premier League      | 5     | 0     |
| 2014    | Seattle Sounders       | Major League Soccer | 30    | 16    |
| 2015    | Seattle Sounders       | Major League Soccer | 23    | 12    |
| 2016    | Seattle Sounders       | Major League Soccer | 17    | 8     |
| 2017    | Seattle Sounders       | Major League Soccer | 33    | 15    |
| 2018    | Seattle Sounders       | Major League Soccer | 14    | 1     |
| Totaal  | Totaal                 | Totaal              | 417   | 135   |

## Interlandcarrière
Op 17 november 2004 maakte Clint Dempsey zijn debuut voor het Amerikaans voetbalelftal in de wedstrijd tegen Jamaica. Hij werd in 2006 ook opgeroepen voor het WK voetbal 2006 in Duitsland. Hij maakte in dat toernooi het enige Amerikaans doelpunt. In 2010 werd hij door de Amerikaanse bondscoach Bob Bradley opgeroepen voor het WK voetbal 2010 in Zuid-Afrika. In de eerste wedstrijd van dat toernooi van Amerika maakte Dempsey, na een fout van doelman Robert Green, de gelijkmaker tegen Engeland. Vier jaar later maakte hij weer deel uit van de selectie van Amerika op het WK. Op dat WK scoorde hij in Natal,in Brazilië,  tegen Ghana na 29 seconden de 0-1. Dit was de snelste goal op het WK 2014. Amerika won die wedstrijd uiteindelijk met 1-2. Met zeven doelpunten werd Dempsey topscorer van de CONCACAF Gold Cup 2015. De Verenigde Staten eindigde echter wel slechts op de vierde plek.
| Interlands van Clint Dempsey voor Verenigde Staten | Interlands van Clint Dempsey voor Verenigde Staten | Interlands van Clint Dempsey voor Verenigde Staten | Interlands van Clint Dempsey voor Verenigde Staten | Interlands van Clint Dempsey voor Verenigde Staten | Interlands van Clint Dempsey voor Verenigde Staten |
| №                                                  | Datum                                              | Wedstrijd                                          | Uitslag                                            | Competitie                                         | Goals                                              |
| -------------------------------------------------- | -------------------------------------------------- | -------------------------------------------------- | -------------------------------------------------- | -------------------------------------------------- | -------------------------------------------------- |
| 1                                                  | 17 Nov 2004                                        | Verenigde Staten – Jamaica                         | 1–1                                                | WK–kwalificatie                                    |                                                    |
| 2                                                  | 09 Feb 2005                                        | Trinidad en Tobago – Verenigde Staten              | 1–2                                                | WK–kwalificatie                                    |                                                    |
| 3                                                  | 09 Mar 2005                                        | Verenigde Staten – Colombia                        | 3–0                                                | Vriendschappelijk                                  |                                                    |
| 4                                                  | 19 Mar 2005                                        | Verenigde Staten – Honduras                        | 1–0                                                | Vriendschappelijk                                  |                                                    |
| 5                                                  | 30 Mar 2005                                        | Verenigde Staten – Guatemala                       | 2–0                                                | WK–kwalificatie                                    |                                                    |
| 6                                                  | 28 May 2005                                        | Verenigde Staten – Engeland                        | 1–2                                                | Vriendschappelijk                                  | Goal                                               |
| 7                                                  | 04 Jun 2005                                        | Verenigde Staten – Costa Rica                      | 3–0                                                | WK–kwalificatie                                    |                                                    |
| 8                                                  | 08 Jun 2005                                        | Panama – Verenigde Staten                          | 0–3                                                | WK–kwalificatie                                    |                                                    |
| 9                                                  | 07 Jul 2005                                        | Cuba – Verenigde Staten                            | 1–4                                                | CONCACAF Gold Cup                                  | Goal                                               |
| 10                                                 | 12 Jul 2005                                        | Verenigde Staten – Costa Rica                      | 0–0                                                | CONCACAF Gold Cup                                  |                                                    |
| 11                                                 | 21 Jul 2005                                        | Honduras – Verenigde Staten                        | 1–2                                                | CONCACAF Gold Cup                                  |                                                    |
| 12                                                 | 24 Jul 2005                                        | Verenigde Staten – Panama                          | 0–0                                                | CONCACAF Gold Cup                                  |                                                    |
| 13                                                 | 07 Sep 2005                                        | Guatemala – Verenigde Staten                       | 0–0                                                | WK–kwalificatie                                    |                                                    |
| 14                                                 | 12 Oct 2005                                        | Verenigde Staten – Panama                          | 2–0                                                | WK–kwalificatie                                    |                                                    |
| 15                                                 | 22 Jan 2006                                        | Verenigde Staten – Canada                          | 0–0                                                | Vriendschappelijk                                  |                                                    |
| 16                                                 | 29 Jan 2006                                        | Verenigde Staten – Noorwegen                       | 5–0                                                | Vriendschappelijk                                  |                                                    |
| 17                                                 | 10 Feb 2006                                        | Verenigde Staten – Japan                           | 3–2                                                | Vriendschappelijk                                  | Goal                                               |
| 18                                                 | 01 Mar 2006                                        | Verenigde Staten – Polen                           | 1–0                                                | Vriendschappelijk                                  | Goal                                               |
| 19                                                 | 11 Apr 2006                                        | Verenigde Staten – Jamaica                         | 1–1                                                | Vriendschappelijk                                  |                                                    |
| 20                                                 | 23 May 2006                                        | Verenigde Staten – Marokko                         | 0–1                                                | Vriendschappelijk                                  |                                                    |
| 21                                                 | 26 May 2006                                        | Verenigde Staten – Venezuela                       | 2–0                                                | Vriendschappelijk                                  | Goal                                               |
| 22                                                 | 17 Jun 2006                                        | Italië – Verenigde Staten                          | 1–1                                                | WK-eindronde                                       |                                                    |
| 23                                                 | 22 Jun 2006                                        | Ghana – Verenigde Staten                           | 2–1                                                | WK-eindronde                                       | Goal                                               |
| 24                                                 | 07 Feb 2007                                        | Verenigde Staten – Mexico                          | 2–0                                                | Vriendschappelijk                                  |                                                    |
| 25                                                 | 25 Mar 2007                                        | Verenigde Staten – Ecuador                         | 3–1                                                | Vriendschappelijk                                  |                                                    |
| 26                                                 | 29 Mar 2007                                        | Verenigde Staten – Guatemala                       | 0–0                                                | Vriendschappelijk                                  |                                                    |
| 27                                                 | 02 Jun 2007                                        | Verenigde Staten – China                           | 4–1                                                | Vriendschappelijk                                  | Goal                                               |
| 28                                                 | 07 Jun 2007                                        | Verenigde Staten – Guatemala                       | 1–0                                                | CONCACAF Gold Cup                                  | Goal                                               |
| 29                                                 | 12 Jun 2007                                        | Verenigde Staten – El Salvador                     | 4–0                                                | CONCACAF Gold Cup                                  |                                                    |
| 30                                                 | 16 Jun 2007                                        | Verenigde Staten – Panama                          | 2–1                                                | CONCACAF Gold Cup                                  |                                                    |
| 31                                                 | 21 Jun 2007                                        | Verenigde Staten – Canada                          | 2–1                                                | CONCACAF Gold Cup                                  |                                                    |
| 32                                                 | 24 Jun 2007                                        | Verenigde Staten – Mexico                          | 2–1                                                | CONCACAF Gold Cup                                  |                                                    |
| 33                                                 | 22 Aug 2007                                        | Zweden – Verenigde Staten                          | 1–0                                                | Vriendschappelijk                                  |                                                    |
| 34                                                 | 09 Sep 2007                                        | Verenigde Staten – Brazilië                        | 2–4                                                | Vriendschappelijk                                  | Goal                                               |
| 35                                                 | 17 Oct 2007                                        | Zwitserland – Verenigde Staten                     | 0–1                                                | Vriendschappelijk                                  |                                                    |
| 36                                                 | 17 Nov 2007                                        | Zuid-Afrika – Verenigde Staten                     | 0–1                                                | Vriendschappelijk                                  |                                                    |
| 37                                                 | 06 Feb 2008                                        | Verenigde Staten – Mexico                          | 2–2                                                | Vriendschappelijk                                  |                                                    |
| 38                                                 | 26 Mar 2008                                        | Polen – Verenigde Staten                           | 0–3                                                | Vriendschappelijk                                  |                                                    |
| 39                                                 | 28 May 2008                                        | Engeland – Verenigde Staten                        | 2–0                                                | Vriendschappelijk                                  |                                                    |
| 40                                                 | 04 Jun 2008                                        | Spanje – Verenigde Staten                          | 1–0                                                | Vriendschappelijk                                  |                                                    |
| 41                                                 | 08 Jun 2008                                        | Verenigde Staten – Argentinië                      | 0–0                                                | Vriendschappelijk                                  |                                                    |
| 42                                                 | 15 Jun 2008                                        | Verenigde Staten – Barbados                        | 8–0                                                | WK–kwalificatie                                    | Goal · Goal                                        |
| 43                                                 | 20 Aug 2008                                        | Guatemala – Verenigde Staten                       | 0–1                                                | WK–kwalificatie                                    |                                                    |
| 44                                                 | 06 Sep 2008                                        | Cuba – Verenigde Staten                            | 0–1                                                | WK–kwalificatie                                    | Goal                                               |
| 45                                                 | 10 Sep 2008                                        | Verenigde Staten – Trinidad en Tobago              | 3–0                                                | WK–kwalificatie                                    | Goal                                               |
| 46                                                 | 11 Oct 2008                                        | Verenigde Staten – Cuba                            | 6–1                                                | WK–kwalificatie                                    |                                                    |
| 47                                                 | 11 Feb 2009                                        | Verenigde Staten – Mexico                          | 2–0                                                | WK–kwalificatie                                    |                                                    |
| 48                                                 | 28 Mar 2009                                        | El Salvador – Verenigde Staten                     | 2–2                                                | WK–kwalificatie                                    |                                                    |
| 49                                                 | 01 Apr 2009                                        | Verenigde Staten – Trinidad en Tobago              | 3–0                                                | WK–kwalificatie                                    |                                                    |
| 50                                                 | 03 Jun 2009                                        | Costa Rica – Verenigde Staten                      | 3–1                                                | WK–kwalificatie                                    |                                                    |
| 51                                                 | 06 Jun 2009                                        | Verenigde Staten – Honduras                        | 2–1                                                | WK–kwalificatie                                    |                                                    |
| 52                                                 | 15 Jun 2009                                        | Verenigde Staten – Italië                          | 1–3                                                | FIFA Confederations Cup                            |                                                    |
| 53                                                 | 18 Jun 2009                                        | Verenigde Staten – Brazilië                        | 0–3                                                | FIFA Confederations Cup                            |                                                    |
| 54                                                 | 21 Jun 2009                                        | Verenigde Staten – Egypte                          | 3–0                                                | FIFA Confederations Cup                            | Goal                                               |
| 55                                                 | 24 Jun 2009                                        | Verenigde Staten – Spanje                          | 2–0                                                | FIFA Confederations Cup                            | Goal                                               |
| 56                                                 | 28 Jun 2009                                        | Verenigde Staten – Brazilië                        | 2–3                                                | FIFA Confederations Cup                            | Goal                                               |
| 57                                                 | 12 Aug 2009                                        | Mexico – Verenigde Staten                          | 2–1                                                | WK–kwalificatie                                    |                                                    |
| 58                                                 | 05 Sep 2009                                        | Verenigde Staten – El Salvador                     | 2–1                                                | WK–kwalificatie                                    | Goal                                               |
| 59                                                 | 09 Sep 2009                                        | Trinidad en Tobago – Verenigde Staten              | 0–1                                                | WK–kwalificatie                                    |                                                    |
| 60                                                 | 14 Nov 2009                                        | Slowakije – Verenigde Staten                       | 1–0                                                | Vriendschappelijk                                  |                                                    |
| 61                                                 | 29 May 2010                                        | Verenigde Staten – Turkije                         | 2–1                                                | Vriendschappelijk                                  | Goal                                               |
| 62                                                 | 05 Jun 2010                                        | Verenigde Staten – Australië                       | 3–1                                                | Vriendschappelijk                                  |                                                    |
| 63                                                 | 12 Jun 2010                                        | Engeland – Verenigde Staten                        | 1–1                                                | WK-eindronde                                       | Goal                                               |
| 64                                                 | 18 Jun 2010                                        | Slovenië – Verenigde Staten                        | 2–2                                                | WK-eindronde                                       |                                                    |
| 65                                                 | 23 Jun 2010                                        | Verenigde Staten – Algerije                        | 1–0                                                | WK-eindronde                                       |                                                    |
| 66                                                 | 26 Jun 2010                                        | Verenigde Staten – Ghana                           | 1–2                                                | WK-eindronde                                       |                                                    |
| 67                                                 | 09 Oct 2010                                        | Verenigde Staten – Polen                           | 2–2                                                | Vriendschappelijk                                  |                                                    |
| 68                                                 | 13 Oct 2010                                        | Verenigde Staten – Colombia                        | 0–0                                                | Vriendschappelijk                                  |                                                    |
| 69                                                 | 26 Mar 2011                                        | Verenigde Staten – Argentinië                      | 1–1                                                | Vriendschappelijk                                  |                                                    |
| 70                                                 | 29 Mar 2011                                        | Verenigde Staten – Paraguay                        | 0–1                                                | Vriendschappelijk                                  |                                                    |
| 71                                                 | 04 Jun 2011                                        | Verenigde Staten – Spanje                          | 0–4                                                | Vriendschappelijk                                  |                                                    |
| 72                                                 | 07 Jun 2011                                        | Verenigde Staten – Canada                          | 2–0                                                | CONCACAF Gold Cup                                  | Goal                                               |
| 73                                                 | 11 Jun 2011                                        | Verenigde Staten – Panama                          | 1–2                                                | CONCACAF Gold Cup                                  |                                                    |
| 74                                                 | 15 Jun 2011                                        | Guadeloupe – Verenigde Staten                      | 0–1                                                | CONCACAF Gold Cup                                  |                                                    |
| 75                                                 | 19 Jun 2011                                        | Jamaica – Verenigde Staten                         | 0–2                                                | CONCACAF Gold Cup                                  | Goal                                               |
| 76                                                 | 22 Jun 2011                                        | Verenigde Staten – Panama                          | 1–0                                                | CONCACAF Gold Cup                                  | Goal                                               |
| 77                                                 | 25 Jun 2011                                        | Verenigde Staten – Mexico                          | 2–4                                                | CONCACAF Gold Cup                                  |                                                    |
| 78                                                 | 06 Sep 2011                                        | België – Verenigde Staten                          | 1–0                                                | Vriendschappelijk                                  |                                                    |
| 79                                                 | 08 Oct 2011                                        | Verenigde Staten – Honduras                        | 1–0                                                | Vriendschappelijk                                  | Goal                                               |
| 80                                                 | 11 Oct 2011                                        | Verenigde Staten – Ecuador                         | 0–1                                                | Vriendschappelijk                                  |                                                    |
| 81                                                 | 11 Nov 2011                                        | Frankrijk – Verenigde Staten                       | 1–0                                                | Vriendschappelijk                                  |                                                    |
| 82                                                 | 15 Nov 2011                                        | Slovenië – Verenigde Staten                        | 2–3                                                | Vriendschappelijk                                  | Goal                                               |
| 83                                                 | 29 Feb 2012                                        | Italië – Verenigde Staten                          | 0–1                                                | Vriendschappelijk                                  | Goal                                               |
| 84                                                 | 30 May 2012                                        | Verenigde Staten – Brazilië                        | 1–4                                                | Vriendschappelijk                                  |                                                    |
| 85                                                 | 03 Jun 2012                                        | Canada – Verenigde Staten                          | 0–0                                                | Vriendschappelijk                                  |                                                    |
| 86                                                 | 08 Jun 2012                                        | Verenigde Staten – Antigua en Barbuda              | 3–1                                                | WK–kwalificatie                                    | Goal                                               |
| 87                                                 | 12 Jun 2012                                        | Guatemala – Verenigde Staten                       | 1–1                                                | WK–kwalificatie                                    | Goal                                               |
| 88                                                 | 07 Sep 2012                                        | Jamaica – Verenigde Staten                         | 2–1                                                | WK–kwalificatie                                    | Goal                                               |
| 89                                                 | 11 Sep 2012                                        | Verenigde Staten – Jamaica                         | 1–0                                                | WK–kwalificatie                                    |                                                    |
| 90                                                 | 12 Oct 2012                                        | Antigua en Barbuda – Verenigde Staten              | 1–2                                                | WK–kwalificatie                                    |                                                    |
| 91                                                 | 16 Oct 2012                                        | Verenigde Staten – Guatemala                       | 3–1                                                | WK–kwalificatie                                    | Goal · Goal                                        |
| 92                                                 | 06 Feb 2013                                        | Honduras – Verenigde Staten                        | 2–1                                                | WK–kwalificatie                                    | Goal                                               |
| 93                                                 | 22 Mar 2013                                        | Verenigde Staten – Costa Rica                      | 1–0                                                | WK–kwalificatie                                    | Goal                                               |
| 94                                                 | 26 Mar 2013                                        | Mexico – Verenigde Staten                          | 0–0                                                | WK–kwalificatie                                    |                                                    |
| 95                                                 | 29 May 2013                                        | Verenigde Staten – België                          | 2–4                                                | Vriendschappelijk                                  | Goal                                               |
| 96                                                 | 02 Jun 2013                                        | Verenigde Staten – Duitsland                       | 4–3                                                | Vriendschappelijk                                  | Goal · Goal                                        |
| 97                                                 | 07 Jun 2013                                        | Jamaica – Verenigde Staten                         | 1–2                                                | WK–kwalificatie                                    |                                                    |
| 98                                                 | 11 Jun 2013                                        | Verenigde Staten – Panama                          | 2–0                                                | WK–kwalificatie                                    |                                                    |
| 99                                                 | 18 Jun 2013                                        | Verenigde Staten – Honduras                        | 1–0                                                | WK–kwalificatie                                    |                                                    |
| 100                                                | 06 Sep 2013                                        | Costa Rica – Verenigde Staten                      | 3–1                                                | WK–kwalificatie                                    | Goal                                               |
| 101                                                | 10 Sep 2013                                        | Verenigde Staten – Mexico                          | 2–0                                                | WK–kwalificatie                                    |                                                    |
| 102                                                | 05 Mar 2014                                        | Oekraïne – Verenigde Staten                        | 2–0                                                | Vriendschappelijk                                  |                                                    |
| 103                                                | 02 Apr 2014                                        | Verenigde Staten – Mexico                          | 2–2                                                | Vriendschappelijk                                  |                                                    |
| 104                                                | 01 Jun 2014                                        | Verenigde Staten – Turkije                         | 2–1                                                | Vriendschappelijk                                  | Goal                                               |
| 105                                                | 07 Jun 2014                                        | Verenigde Staten – Nigeria                         | 2–1                                                | Vriendschappelijk                                  |                                                    |
| 106                                                | 16 Jun 2014                                        | Ghana – Verenigde Staten                           | 1–2                                                | WK-eindronde                                       | Goal                                               |
| 107                                                | 22 Jun 2014                                        | Verenigde Staten – Portugal                        | 2–2                                                | WK-eindronde                                       | Goal                                               |
| 108                                                | 26 Jun 2014                                        | Verenigde Staten – Duitsland                       | 0–1                                                | WK-eindronde                                       |                                                    |
| 109                                                | 01 Jul 2014                                        | België – Verenigde Staten                          | 2–1                                                | WK-eindronde                                       |                                                    |
| 110                                                | 14 Oct 2014                                        | Verenigde Staten – Honduras                        | 1–1                                                | Vriendschappelijk                                  |                                                    |
| 111                                                | 28 Jan 2015                                        | Chili – Verenigde Staten                           | 3–2                                                | Vriendschappelijk                                  |                                                    |
| 112                                                | 08 Feb 2015                                        | Verenigde Staten – Panama                          | 2–0                                                | Vriendschappelijk                                  | Goal                                               |
| 113                                                | 03 Jul 2015                                        | Verenigde Staten – Guatemala                       | 4–0                                                | Vriendschappelijk                                  | Goal                                               |
| 114                                                | 07 Jul 2015                                        | Verenigde Staten – Honduras                        | 2–1                                                | CONCACAF Gold Cup                                  | Goal · Goal                                        |
| 115                                                | 10 Jul 2015                                        | Verenigde Staten – Haïti                           | 1–0                                                | CONCACAF Gold Cup                                  | Goal                                               |
| 116                                                | 13 Jul 2015                                        | Panama – Verenigde Staten                          | 1–1                                                | CONCACAF Gold Cup                                  |                                                    |
| 117                                                | 18 Jul 2015                                        | Verenigde Staten – Cuba                            | 6–0                                                | CONCACAF Gold Cup                                  | Goal · Goal · Goal                                 |
| 118                                                | 22 Jul 2015                                        | Verenigde Staten – Jamaica                         | 1–2                                                | CONCACAF Gold Cup                                  |                                                    |
| 119                                                | 25 Jul 2015                                        | Verenigde Staten – Panama                          | 1–1                                                | CONCACAF Gold Cup                                  | Goal                                               |
| 120                                                | 10 Oct 2015                                        | Verenigde Staten – Mexico                          | 2–3                                                | play-off Confederations Cup                        |                                                    |
| 121                                                | 25 Mar 2016                                        | Guatemala – Verenigde Staten                       | 2–0                                                | WK–kwalificatie                                    |                                                    |
| 122                                                | 29 Mar 2016                                        | Verenigde Staten – Guatemala                       | 4–0                                                | WK–kwalificatie                                    | Goal                                               |
| 123                                                | 25 May 2016                                        | Verenigde Staten – Ecuador                         | 1–0                                                | Vriendschappelijk                                  |                                                    |
| 124                                                | 28 May 2016                                        | Verenigde Staten – Bolivia                         | 4–0                                                | Vriendschappelijk                                  |                                                    |
| 125                                                | 03 Jun 2016                                        | Verenigde Staten – Colombia                        | 0–2                                                | Copa América                                       |                                                    |
| 126                                                | 07 Jun 2016                                        | Verenigde Staten – Costa Rica                      | 4–0                                                | Copa América                                       | Goal                                               |
| 127                                                | 11 Jun 2016                                        | Paraguay – Verenigde Staten                        | 0–1                                                | Copa América                                       | Goal                                               |
| 128                                                | 16 Jun 2016                                        | Verenigde Staten – Ecuador                         | 2–1                                                | Copa América                                       | Goal                                               |
| 129                                                | 21 Jun 2016                                        | Verenigde Staten – Argentinië                      | 0–4                                                | Copa América                                       |                                                    |
| 130                                                | 25 Jun 2016                                        | Verenigde Staten – Colombia                        | 0–1                                                | Copa América                                       |                                                    |

## Erelijst

### Internationaal
- CONCACAF Gold Cup (2): 2005, 2007

### Individueel
- Amerikaans voetballer van het jaar: 2007
- FIFA Confederations Cup bronze bal: 2009